# Pownal (Vermont)
Pownal ist eine Town im Bennington County des Bundesstaates Vermont in den Vereinigten Staaten mit 3258 Einwohnern (laut Volkszählung von 2020).

## Geografie

### Geografische Lage
Die Gemeinde liegt im Dreiländereck Vermont–Massachusetts–New York und stellt somit die südwestlichste Ortschaft Vermonts dar. Es wird landschaftlich durch seine Lage im Übergangsgebiet zwischen Green Mountains im Nordosten und den Berkshire Mountains im Süden geprägt. Durch die Stadt fließt der Hoosic River; höchste Erhebung ist der 429 m hohe Mann Hill. Im Nordosten schließt sich der Green Mountain National Forest an.

### Nachbargemeinden
Alle Angaben als Luftlinien zwischen den offiziellen Koordinaten der Orte aus der Volkszählung 2010.
- Norden: Bennington, 3,2 km
- Nordosten: Woodford, 15,2 km
- Osten: Stamford, 14,9 km
- Südosten: Clarksburg, Massachusetts, 11,8 km
- Süden: Williamstown, Massachusetts, 3,2 km
- Südwesten: Berlin, New York, 19,3 km
- Westen: Petersburgh, New York, 13,0 km
- Nordwesten: Hoosick, New York, 16,0 km

### Klima
|                       | Jan   | Feb   | Mär  | Apr  | Mai  | Jun  | Jul  | Aug  | Sep  | Okt  | Nov  | Dez  |   |      |
| Mittl. Tagesmax. (°C) | −0,8  | −0,6  | 4,7  | 12,6 | 18,9 | 23,3 | 25,4 | 24,9 | 21,1 | 14,4 | 7,9  | 1,6  | ⌀ | 12,8 |
| Mittl. Tagesmin. (°C) | −10,7 | −10,9 | −6,1 | 0,4  | 6,3  | 11,1 | 13,3 | 12,9 | 9,0  | 2,9  | −1,5 | −6,7 | ⌀ | 1,7  |
|                       |       |       |      |      |      |      |      |      |      |      |      |      |   |      |
| Niederschlag (mm)     | 82    | 58    | 81   | 86   | 103  | 121  | 112  | 102  | 103  | 103  | 95   | 72   | Σ | 1118 |
|                       |       |       |      |      |      |      |      |      |      |      |      |      |   |      |
| Sonnenstunden (h/d)   | 10,0  | 11,1  | 12,5 | 13,9 | 15,2 | 15,9 | 15,5 | 14,4 | 12,9 | 11,5 | 10,2 | 9,6  | ⌀ | 12,7 |
|                       |       |       |      |      |      |      |      |      |      |      |      |      |   |      |
| Regentage (d)         | 10    | 9     | 10   | 11   | 12   | 12   | 11   | 11   | 10   | 10   | 10   | 10   | Σ | 126  |

| −10,7 |

| −10,9 |

| −6,1 |

| 0,4 |

| 6,3 |

| 11,1 |

| 13,3 |

| 12,9 |

| 9,0 |

| 2,9 |

| −1,5 |

| −6,7 |

| −10,7 |

| −10,9 |

| −6,1 |

| 0,4 |

| 6,3 |

| 11,1 |

| 13,3 |

| 12,9 |

| 9,0 |

| 2,9 |

| −1,5 |

| −6,7 |

Die mittlere Durchschnittstemperatur in Pownal liegt zwischen −5,7 °C im Januar und 19,4 °C im Juli. Damit ist der Ort gegenüber dem langjährigen Mittel der USA um etwa 10 Grad kühler. Die Schneefälle zwischen Mitte Oktober und Mitte Mai liegen mit mehr als fünf Metern erheblich höher als die mittlere Schneehöhe in den USA, die tägliche Sonnenscheindauer liegt am unteren Rand des Wertespektrums der USA.

## Geschichte
Die heutige Gemeinde Pownal wurde am 8. Januar 1760 vom Gouverneur New Hampshires, Benning Wentworth, als Teil der New Hampshire Grants ausgerufen und ab 1862 besiedelt. Allerdings war die Fläche bereits zuvor ab 1824 durch einige holländische Siedlerfamilien zum Teil urbar gemacht und später vom Gouverneur New Yorks im Rahmen des Hoosick Patents zur Besiedlung ausgerufen worden. Die ab 1862 erfolgende Besiedlung erfolgte in erster Linie durch Siedler, die auch die zweite, von New York definierten Ländereien auf demselben Grund, bezahlt hatten. Die Siedler stammten insbesondere aus den Bundesstaaten Rhode Island und New York.
Wegen gelegentlicher Indianerüberfälle in der Gegend ließ Wentworth in der Umgebung zwei Forts errichten; einzelne Überfälle wurden aber trotzdem bis in die 1770er Jahre berichtet. Eine erste Kirche wurde 1789 in Pownal Center, dem Kernort der Siedlung, errichtet.
Aufgrund der Bodenschätze und der Fruchtbarkeit des Bodens war Pownal bereits um 1790 die drittgrößte Gemeinde Bennington Countys und die fünftgrößte Gemeinde Vermonts. So wurde sie beim Bau der Bahnstrecke Greenfield–Troy mit einer eigenen Station angebunden und hatte dadurch ab 1875, nach der Fertigstellung des Hoosac-Tunnels, des längsten Tunnels in den USA außerhalb der Rocky Mountains, einen direkten Anschluss an Boston und die großen Seen. Dies gab der örtlichen Wirtschaft einen Auftrieb durch erweiterte Absatzmärkte; zu einem touristischen Anziehungspunkt konnte sich die Gemeinde aber nie entwickeln. Der Anschluss in Pownal besteht bis zum heutigen Tag, wird aber seit Mitte der 1960er Jahre nur noch als Güterbahn betrieben.

### Religionen
Im Ort sind vier Kirchengemeinden angesiedelt: Eine römisch-katholische (Our Lady of Lourdes), eine kongregationale, eine methodistische sowie eine Gemeinde der Faith Christian Fellowship.

### Einwohnerentwicklung
| Volkszählungsergebnisse – Town of Pownal, Vermont | Volkszählungsergebnisse – Town of Pownal, Vermont | Volkszählungsergebnisse – Town of Pownal, Vermont | Volkszählungsergebnisse – Town of Pownal, Vermont | Volkszählungsergebnisse – Town of Pownal, Vermont | Volkszählungsergebnisse – Town of Pownal, Vermont | Volkszählungsergebnisse – Town of Pownal, Vermont | Volkszählungsergebnisse – Town of Pownal, Vermont | Volkszählungsergebnisse – Town of Pownal, Vermont | Volkszählungsergebnisse – Town of Pownal, Vermont | Volkszählungsergebnisse – Town of Pownal, Vermont |
| Jahr                                              | 1700                                              | 1710                                              | 1720                                              | 1730                                              | 1740                                              | 1750                                              | 1760                                              | 1770                                              | 1780                                              | 1790                                              |
| ------------------------------------------------- | ------------------------------------------------- | ------------------------------------------------- | ------------------------------------------------- | ------------------------------------------------- | ------------------------------------------------- | ------------------------------------------------- | ------------------------------------------------- | ------------------------------------------------- | ------------------------------------------------- | ------------------------------------------------- |
| Einwohner                                         |                                                   |                                                   |                                                   |                                                   |                                                   |                                                   |                                                   |                                                   |                                                   | 1.746                                             |
| Jahr                                              | 1800                                              | 1810                                              | 1820                                              | 1830                                              | 1840                                              | 1850                                              | 1860                                              | 1870                                              | 1880                                              | 1890                                              |
| Einwohner                                         | 1.692                                             | 1.655                                             | 1.812                                             | 1.835                                             | 1.613                                             | 1.742                                             | 1.731                                             | 1.705                                             | 2.019                                             | 1.919                                             |
| Jahr                                              | 1900                                              | 1910                                              | 1920                                              | 1930                                              | 1940                                              | 1950                                              | 1960                                              | 1970                                              | 1980                                              | 1990                                              |
| Einwohner                                         | 1.976                                             | 1.599                                             | 1.396                                             | 1.425                                             | 1.402                                             | 1.453                                             | 1.509                                             | 2.441                                             | 3.269                                             | 3.485                                             |
| Jahr                                              | 2000                                              | 2010                                              | 2020                                              | 2030                                              | 2040                                              | 2050                                              | 2060                                              | 2070                                              | 2080                                              | 2090                                              |
| Einwohner                                         | 3.560                                             | 3.527                                             | 3.258                                             |                                                   |                                                   |                                                   |                                                   |                                                   |                                                   |                                                   |

## Kultur und Sehenswürdigkeiten

### Parks
Die Mountain Meadow Preserve ist ein etwa 0,7 km² großes Naturschutzgebiet im Grenzgebiet nach Massachusetts, das durch heiße Quellen und eine ursprüngliche Fauna (Kojoten, Bären etc.) geprägt ist.

## Wirtschaft und Infrastruktur

### Verkehr
Pownal ist über den U.S. Highway 7 und die Vermont Route 346 an das amerikanische Straßennetz angeschlossen.

### Öffentliche Einrichtungen
In Pownal sind außer den üblichen städtischen Einrichtungen und der Grundschule keine öffentlichen Einrichtungen angesiedelt. Das nächstgelegene Krankenhaus findet sich in Bennington: das Southwestern Medical Center.

### Bildung
Pownal gehört mit Bennington, North Bennington, Shaftsbury und Woodford zur Southwest Vermont Supervisory Union.
In Pownal ist eine sechszügige Grundschule, die Pownal Elementary School, angesiedelt. Für den Besuch weiterführender Schulen müssen andere Gemeinden, insbesondere das benachbarte Bennington, angefahren werden.

## Persönlichkeiten

### Söhne und Töchter der Stadt
- Samuel S. Ellsworth (1790–1863), Politiker und Vertreter des Bundesstaates New York im US-Repräsentantenhaus
- Abraham B. Gardner (1819–1881), Politiker und Vizegouverneur von Vermont